# Félix Escalas
Félix Escalas Chamení (Palma de Mallorca, 1880 — Barcelona, 1972) fue un financiero y político español, de origen mallorquín.

## Biografía
De joven participó activamente a la vida cultural mallorquina, acudiendo a las tertulias de Joan Alcover y escribiendo algunos artículos en La Almudaina y La Veu de Mallorca. Se licenció en derecho por la Universidad de Barcelona en 1902. Trabajó un tiempo de pasante con el letrado Ildefons Suñol y militó en la Lliga Regionalista, escribiendo artículos en La Veu de Catalunya. 

### Trayectoria
En 1910 fue nombrado vicesecretario de la Cámara de Comercio, Industria y Navegación de Barcelona, cargo que dejó en 1919 para presidir el Banco Urquijo en Cataluña. Desde este cargo intervendría en la gestión de importantes empresas catalanas como La Maquinista Terrestre y Marítima, Catalana de Gas e Hidroeléctrica de Cataluña. En 1919 también fue elegido diputado provincial por la Lliga Regionalista y más tarde fue vicepresidente de la Mancomunidad de Cataluña.
En enero de 1934 fue nombrado presidente de la Cámara de Comercio de Barcelona, cargo que ocupó hasta julio de 1936. A raíz de la crisis catalana de octubre de 1934, fue nombrado consejero de finanzas de la Generalidad de Cataluña (1935), gobernador general de Cataluña y presidente de la Generalidad de Cataluña entre diciembre de 1935 y febrero de 1936.
Después de la Guerra Civil intentó ejercer un catalanismo posibilista dentro del nuevo régimen franquista. En 1947 fue nombrado presidente de la Comisión Abate Oliba, presidió nuevamente la Cámara de comercio entre 1954 y 1963, y fue presidente del consejo regional catalán del Banco Urquijo y de la Feria de Muestras de Barcelona. También fue consejero del Banco Hispano-Americano y procurador a Cortes Franquistas en los períodos 1955-1958 y 1958-1961. En 1957 intentó ser nombrado alcalde de Barcelona con el apoyo del gobernador civil, Felipe Acedo Colunga, y del ministro Pedro Gual Villalbí, pero finalmente fue nombrado José María de Porcioles.